# Condado de Saunders

O Condado de Saunders é um dos 93 condados do estado norte-americano de Nebraska. A sede do condado é Wahoo, que é também a sua maior cidade. O condado tem uma área de 1953 km² (dos quais 13 km² se encontram cobertos por água), uma população de 19 215 habitantes, e uma densidade populacional de 9,9 hab/km² (segundo o censo nacional de 2000). O condado foi fundado em 1856 e o seu nome é uma homenagem a Alvin Saunders (1817-1899), que foi governador do Território do Nebraska e senador pelo estado.